# ФК Металург Лиепая
„Металург“ е вече несъществуващ футболен клуб от Лиепая, Латвия.
През 2013 г. поради финансови проблеми клубът е закрит. През 2014 г. в града е основан клуб на име ФК „Лиепая“, който е непряк наследник на „Металург“, въпреки че не придобива титлите и успехите на предшественика си.
Клубът е основан през 1997 г. и се състезава във Вирслигата - най-високото ниво на латвийския клубен футбол. Клубът играе домакинските си мачове на стадион „Даугава“. През 2005 г. „Металург“ става първият латвийски отбор след ФК „Сконто“ и ФК „Вентспилс“, който печели латвийския шампионат след рестартирането му през 1991 г.

## Успехи
- Шампион на Латвия (2): 2012, 2001
- Носител на купата на Латвия (9): 1944, 1949, 1941, 1953, 1952, 1951, 1960, 1961, 2002
- Победител в Балтийската лига (1): 2005